# Kombo South
Kombo South är ett distrikt i Gambia. Det ligger i regionen West Coast, i den västra delen av landet, 29 km sydväst om huvudstaden Banjul. Antalet invånare var 106 780 vid folkräkningen 2013. De största orterna då var Gunjur, Tanjeh, Sanyang, Farato, Tujereng, Jambanjelly, Siffoe, Jambur och Karthong.